# Gare d'East Angus
La gare d’East Angus est une gare ferroviaire canadienne, érigée par le chemin de fer Quebec Central Railway en 1914, selon un plan standard du Canadien Pacifique.

## Histoire
La construction de la gare fut commencée par le Chemin de fer Québec Central en 1913 puis la voie ferrée fut louée pour 99 ans à la compagnie Canadien Pacifique qui termina le bâtiment en 1914 et utilisa la même architecture pour la Gare de Tring-Jonction construite la même année. Ces deux gares en pierres pratiquement identiques sont les deux seules au Québec de ce genre. La Gare d'East Angus servit pour le transport des passagers par le Canadien Pacifique jusqu'en 1965.

## Patrimoine ferroviaire
La gare est désignée gares ferroviaire patrimoniale du Canada depuis 1991 et Immeuble patrimonial du Québec depuis 2001 .
Selon la désignation de la province : « L'édifice en blocs de ciment imitant la pierre, de plan rectangulaire à un étage, est coiffé d'un imposant toit à croupes se prolongeant au-delà des murs. Ses larges avant-toits sont supportés par des consoles jumelées. La façade sud-ouest est dotée d'un avant-corps à deux niveaux coiffé d'un toit à deux versants droits. Un abri, constitué par le prolongement du toit et soutenu par deux piliers, complète l'extrémité sud-est du bâtiment. La vieille gare du Papier est située légèrement en retrait de la rue, sur un terrain paysager, dans le quartier institutionnel et commercial de la ville d'East Angus. » 